# Lunsford Lane
Lunsford Lane (30 de maio de 1803 - 27 de junho de 1879) foi um empresário afro-americano anteriormente escravizado da Carolina do Norte que comprou a liberdade para si e sua família. Ele se tornou um oponente vocal da escravidão e escreveu uma autobiografia narrativa de escravos. Sua vida e narrativa mostram a situação da escravidão, mesmo para os escravos relativamente privilegiados.

## Vida
Lane nasceu perto de Raleigh, Carolina do Norte. Seus pais, Edward e Clarissa Lane, eram empregados domésticos escravizados (comumente chamados de "escravos domésticos") na família de Sherwood Haywood, em Raleigh. O sobrenome Lane veio de seus proprietários originais. O único filho, Lunsford Lane, também se tornou um servo da família. Isso lhe deu muito mais oportunidades do que as disponíveis para os trabalhadores de campo escravizados (então chamados do "escravos do campo"), mas ele ainda sonhava com a liberdade.
Ele ganhou seu primeiro dinheiro vendendo uma cesta de pêssegos que seu pai lhe dera. Este foi o início de uma variada carreira empreendedora. Lane vendeu bolas de gude e economizou o dinheiro que lhe foi dado pelos convidados que visitavam a casa. Com o pai, ele aprendera a preparar tabaco para fumar. Lane melhorou e fez um tabaco com um sabor especialmente doce e agradável. Ele fazia a noite quando estava livre do trabalho em casa. Ele também fez um cano com canas, um fio quente e argila, que vendeu no início da noite e produzido no último. Muitos dos legisladores locais se tornaram seus clientes, e ele foi capaz de expandir seus negócios e outros venderem os produtos sob comissão. Ele ficou conhecido como tabacaria enquanto fazia seu trabalho como escravo doméstico durante o dia. Ele também vendeu lenha, trabalhou como faz-tudo e como mensageiro no escritório do governador Edward B. Dudley.
Sherwood Haywood morreu e sua viúva teve que alugar Lane. Foi uma sorte para ele, pois ele foi capaz de alugar-se por cerca de US$ 100 a US$ 120 por ano. Eventualmente, ele economizou dinheiro suficiente para comprar sua própria liberdade por US$ 1000. Ele se casou com Martha Curtis em maio de 1828 e tiveram sete filhos. Ele passaria outros 18 anos comprando sua família. Ele ainda era legalmente um escravo na Carolina do Norte, uma vez que a lei exigia que um escravo fizesse "serviço meritório" para se tornar um homem livre. Lane viajou com um amigo para Nova York em 1835, onde recebeu a liberdade.
Cinco anos depois, em 1840, ele foi notificado de que, desde que obteve sua liberdade em Nova York, violou uma lei estadual que proibia que negros livres de outros estados ficassem na Carolina do Norte por mais de 20 dias. Ele pediu uma exceção, mas foi forçado a sair no ano seguinte. Proibido de viver em sua cidade natal, ele se mudou para Nova York e Boston, no norte. Lá, ele ganhou dinheiro para libertar sua família falando em reuniões abolicionistas.
Em Baltimore, Lane e um companheiro foram presos quando um comerciante de escravos alegou que eram fugitivos. Apesar de ter seus papéis gratuitos e outras documentações, foi levado a julgamento. Eles foram libertados depois que o comerciante se recusou a mostrar documentos dos fugitivos, e um discurso apaixonado do jovem advogado que defendeu Lane e seu companheiro. Seqüestros de negros livres e falsamente reivindicar pessoas livres como escravos fugitivos eram comuns na época.
Em 1842, ele voltou para Raleigh para comprar o resto de sua família. Apesar das garantias anteriores, ele foi preso por proferir palestras abolicionistas no norte. Ele foi libertado, mas levado por uma multidão para a forca na madeira e coberto por piche e penas. Seus amigos brancos locais o resgataram e o ajudaram a fugir em um trem com sua família. Ele também recebeu sua mãe pela sra. Haywood. Eles se estabeleceram na Filadélfia, mais tarde acompanhados por seu pai.
Logo após chegar à Filadélfia, os Lanes se mudaram para Massachusetts, estabelecendo-se primeiro em Boston e depois em 1845, mudando-se para Cambridge, onde nasceu sua filha mais nova. Os registros do censo e os diretórios da cidade de Cambridge durante esse período listam uma série de ocupações para Lane, incluindo agente de livros, médico e fabricante de medicamentos patenteados. Em 1863, Lane estava trabalhando como mordomo no Wellington's Hospital em Worcester, Massachusetts.
Após a morte de sua filha caçula, em abril de 1872, Lunsford Lane mudou-se para Greenwich Village, em Nova York; ele morreu em algum momento durante o mês de junho 1879 em um cortiço em 15 Cornelia Street, no West Village de hidropisia e velhice. Pouco antes de sua morte, ele ajudou a fundar uma escola em New Bern, Carolina do Norte.
Em 2019, um marcador histórico em homenagem a ele será erguido na Edenton Street, em Raleigh.

## A Narrativa de Lunsford Lane
Em 1842 Lane publicou A Narrativa de Lunsford Lane, Anteriormente de Raleigh, N.C., Abarcando um Relato de seus Primeiros Anos de Vida, a Redenção por Compra de Si e da Família da Escravidão e Seu Banimento do Local de Seu Nascimento pelo Crime de Ter uma Pele Colorida.
Foi bem recebido e reimpresso três vezes em seis anos.

## Biografias
Muito do que se sabe sobre Lunsford Lane vem de sua própria narrativa acima e da biografia contemporânea de William George Hawkins: Lunsford Lane; ou outro ajudante da Carolina do Norte. Ele também recebeu um capítulo do livro Anti-Slavery Leaders of North Carolina, de John Spencer, escrito em 1898.